# Peter Jehle
Peter Karl Jehle, (Vaduz, 22 de Janeiro de 1982) é um ex-futebolista do Liechtenstein, que atuava como goleiro.
No início da época 2008/2009 transferiu-se do Boavista Futebol Clube, para o Tours, do Campeonato Francês de Futebol. Na época seguinte ingressou no F.C. Vaduz, do Liechtenstein, que actua na liga suíça.
Pelo F.C Vaduz ganhou o título da segunda divisão suíça na temporada 2013/2014 sendo o goleiro menos vazado da competição.
Na seleção nacional fez sua estreia com 16 anos contra o Azerbaijão numa vitória de 1 x 0 em 14 de outubro de 1998. Jehle ultrapassou a marca de 100 jogos pela seleção em 2013 pelas eliminatórias da Copa do Mundo de 2014.